# المعاهد العليا بكينج مريوط
المعاهد العليا بكينج مريوط أكاديمية مصرية مقرها منطقة كينج مريوط بمحافظة الإسكندرية. أنشئت بموجب قرار وزارة التعليم العالي سنة 1996 على يد يوسف درويش خليل ويرأس إدارة الجامعة هيثم درويش، وهي تتبع كذلك وزارة التعليم العالي والمجلس الأعلى للجامعات وإن كانت النظام المعمول به هو نظام الجامعات والمعاهد الخاصة، وتضم أربعة معاهد عليا.

## المعهد العالي للهندسة والتكنولوجيا

### أقسام المعهد
1. قسم الهندسة المدنية
2. قسم الهندسة المعمارية
3. قسم هندسة الاتصالات

### شروط الالتحاق[4]
- شهادة الثانوية العامة علمي رياضة (الشعبة الهندسية) أو ما يعادلها من الشهادات العربية والأجنبية.
- دبلوم المعاهد الفنية الصناعية أو ما يعادلها.
- دبلوم المدارس الفنية الصناعية والتجارية نظام (3-5) سنوات أو ما يعادلها.
- دبلوم السالزيان والدونبوسكو أو ما يعادلها.
- الثانوية الأزهرية.
- المعهد الفني التجاري والصناعي.
- إعداد الفنيين فوق المتوسط.
- المحولين من الكليات والمعاهد العليا الأخرى والوافدين العرب.

### الدرجة العلمية
مدة الدراسة 5 سنوات بنظام الساعات المعتمدة يمنح بعدها الطالب درجة البكالوريوس في الهندسة معادلة للجامعات المصرية ومعتمدة من وزارة التعليم العالي المصرية.

## المعهد العالي للسياحة والفنادق

### أقسام المعهد
1. قسم إدارة الضيافة (شعبة إدارة الفنادق - إدارة المطاعم - إدارة الضيافة الجوية والبحرية).
2. قسم الدراسات السياحية (شعبة إدارة أعمال سياحية - إدارة شركات الطيران - خدمات الضيافة الجوية والبحرية).
3. قسم الإرشاد السياحي (شعبة عامة) يقبل فقط الطلاب الحاصلين على الثانوية العامة وما يعادلها من الشهادات العربية والأجنبية.

### شروط الالتحاق[5]
- الثانوية العامة بشعبتيها وما يعادلها من الشهادات العربية والأجنبية.
- الثانوية الفنية للإدارة والخدمات.
- الدبلومات الفندقية والتجارية والزراعية نظام 3 سنوات.
- خريجي المعاهد فوق المتوسطة والدبلومات الفندقية نظام (3-5) سنوات يتم قبولهم بالفرقة الثانية بالمعهد.
- الثانوية الأزهرية.
- المحولين من الكليات والمعاهد العليا الأخرى والوافدين العرب.

### الدرجة العلمية
مدة الدراسة 4 سنوات يمنح بعدها الطالب درجة البكالوريوس في التخصصات التي تعادل مثيلتها بالجامعات المصرية بالاقسام التالية الدراسات الفندقية والدراسات السياحية والإرشاد السياحي.

## المعهد العالي للدراسات الأدبية

### أقسام المعهد
1. قسم الاجتماع (شعبة عامة - اتصال وإعلام).
2. قسم التاريخ (شعبة عامة - أثار مصرية وآثار إسلامية).
3. قسم الجغرافيا (شعبة عامة - مساحة).

### شروط الالتحاق[6]
- الثانوية العامة بشعبتيها وما يعادلها من الشهادات العربية والأجنبية والثانوية الازهرية.

### الدرجة العلمية
مدة الدراسة 4 سنوات يمنح بعدها الطالب درجة الليسانس في الآداب والتي تعادل مثيلتها في الجامعات المصرية.

## المعهد العالي للحاسب الآلي

### أقسام المعهد
1. نظم المعلومات الإدارية (شعبة عامة)

### شروط الالتحاق[7]
- الثانوية العامة بشعبتيها وما يعادلها من الشهادات العربية والأجنبية.
- الدبلومات التجارية والصناعية نظام الثلاث سنوات ونظام الخمس سنوات.
- الثانوية الفنية للإدارة والخدمات والترسانة البحرية والدون بوسكو.
- المعاهد التجارية والصناعية (فوق متوسط).
- الحاصلين على الثانوية الأزهرية.
- المحولين من الكليات والمعاهد العليا الأخرى والوافدين العرب.

### الدرجة العلمية
مدة الدراسة 4 سنوات يمنح بعدها الطالب درجة البكالوريوس في التجارة قسم إدارة الأعمال تخصص (نظم المعلومات الإدارية) ومعادلة من المجلس الأعلى للجامعات المصرية ومعتمدة من وزير التعليم العالي.

## النقابات
- ينضم خريجي المعهد العالي للهندسة والتكنلوجيا بجميع الاقسام إلي نقابة المهندسين.[8]
- ينضم خريجي قسم الإرشاد السياحي من المعهد العالي للسياحة والفنادق بالنقابة العامة للمرشدين السياحيين وينضم خريجي الاقسام الأخرى بالنقابة العامة للعاملين بالسياحة والفنادق.
- ينضم خريجي المعهد العالي للحاسب الآلي بنقابة التجاريين.
- ينضم خريجي المعهد العالي للدراسات الأدبية بنقابتهم حسب التخصص.

## التجنيد
تؤجل المعاهد التجنيد للطلاب حتى سن (28) سنة طبقا للمادة (38) من قانون الخدمة العسكرية والوطنية رقم 127 لسنة 1980أو لحين الحصول على درجة البكالوريوس (أيهما أقرب) حيث يوقف مفعول التأجيل بمجرد حصول الطالب على البكالوريوس أو سحب أوراقه من المعهد أو استنفاذ مرات الرسوب وتبلغ منطقة التجنيد التابع لها بذلك.